# Gastein Ladies 2014
Nürnberger Gastein Ladies 2014 - жіночий тенісний турнір, що проходив на кортах з ґрунтовим покриттям. Це був 8-й за ліком Gastein Ladies. Належав до Туру WTA 2014. Відбувся в Бад-Гастайні (Австрія). Тривав з 7 до 13 липня 2014 року.

## Очки і призові гроші

### Розподіл очок
| Дисципліна       | П   | Ф   | ПФ  | ЧФ | 1/8 | 1/16 | Q   | Q2  | Q1  |
| Одиночний розряд | 280 | 180 | 110 | 60 | 30  | 1    | 18  | 12  | 1   |
| Парний розряд    | 280 | 180 | 110 | 60 | 1   | Н/Д  | Н/Д | Н/Д | Н/Д |

### Розподіл призових грошей
| Дисципліна       | П       | F       | ПФ     | ЧФ     | 1/8    | 1/16   | Q2   | Q1   |
| Одиночний розряд | €34,677 | €17,258 | €9,274 | €4,980 | €2,742 | €1,694 | €823 | €484 |
| Парний розряд    | €9,919  | €5,161  | €2,770 | €1,468 | €774   | Н/Д    | Н/Д  | Н/Д  |

## Учасниці основної сітки в одиночному розряді

### Сіяні
| Країна    | Гравчиня             | Рейтинг1 | Сіяна |
| --------- | -------------------- | -------- | ----- |
| Італія    | Флавія Пеннетта      | 12       | 1     |
| Італія    | Сара Еррані          | 14       | 2     |
| Іспанія   | Карла Суарес Наварро | 15       | 3     |
| Німеччина | Андреа Петкович      | 20       | 4     |
| Україна   | Еліна Світоліна      | 35       | 5     |
| Австрія   | Івонн Мейсбургер     | 38       | 6     |
| Італія    | Каміла Джорджі       | 39       | 7     |
| Чехія     | Кароліна Плішкова    | 50       | 8     |

- 1 Рейтинг подано станом на 23 червня 2014

### Інші учасниці
Нижче наведено учасниць, які отримали вайлдкард на участь в основній сітці:
- Ліза-Марія Мозер
- Ївонна Нойвірт
- Флавія Пеннетта

Нижче наведено гравчинь, які пробились в основну сітку через стадію кваліфікації:
- Ана Богдан
- Ірина Фалконі
- Шелбі Роджерс
- Лаура Зігемунд
- Катерина Сінякова
- Тереза Сміткова

Як щасливий лузер в основну сітку потрапили такі гравчині:
- Беатріс Гарсія-Відагані

### Знялись з турніру
До початку турніру
- Міряна Лучич-Бароні
- Флавія Пеннетта
- Луціє Шафарова

## Учасниці основної сітки в парному розряді

### Сіяні
| Країна    | Гравчиня           | Країна  | Гравчиня                | Рейтинг1 | Сіяна |
| --------- | ------------------ | ------- | ----------------------- | -------- | ----- |
| Німеччина | Юлія Гергес        | Італія  | Флавія Пеннетта         | 57       | 1     |
| Чехія     | Кароліна Плішкова  | Чехія   | Крістина Плішкова       | 131      | 2     |
| Канада    | Габріела Дабровскі | Польща  | Алісія Росольська       | 135      | 3     |
| Німеччина | Крістіна Барруа    | Греція  | Елені Даніліду          | 148      | 4     |
| Словенія  | Андрея Клепач      | Іспанія | Марія Тереса Торро Флор | 227      | 5     |

- 1 Рейтинг подано станом на 23 червня 2014.

### Інші учасниці
Пари, що отримали вайлд-кард на участь в основній сітці:
- Ліза-Марія Мозер /  Лаура Зігемунд
- Ївонна Нойвірт /  Яніна Тольян

Наведені нижче пари отримали місце як заміна:
- Паула Ормаечеа /  Діна Пфіценмаєр

### Знялись з турніру
До початку турніру
- Флавія Пеннетта

## Переможниці

### Одиночний розряд
- Андреа Петкович —  Шелбі Роджерс, 6–3, 6–3

### Парний розряд
- Кароліна Плішкова /  Крістина Плішкова —  Андрея Клепач /  Марія Тереса Торро Флор, 4–6, 6–3, [10–6]